# Jambus
Der Jambus (altgriechisch ἴαμβος iambos, lateinisch iambus; Plural Jamben) ist in der quantitierenden antiken Verslehre ein aus zwei Verselementen bestehender Versfuß, bei dem einem Breve (kurz/leicht) ein Longum (lang/schwer) folgt, notiert als ◡—. Sein metrisches Gegenstück ist der Trochäus (—◡). In der akzentuierenden Metrik moderner Sprachen wie des Deutschen wurde der Jambus durch einen Zweisilbler nachgebildet, bestehend aus einer unbetonten, gefolgt von einer betonten Silbe.

## Herkunft
Der Name leitet sich der Tradition zufolge von Iambe (Ἰάμβη) her, in der griechischen Mythologie eine Dienerin im Haus des Königs von Eleusis, in das die um ihre entführte Tochter Persephone trauernde Göttin Demeter einkehrt. Iambe gelingt es durch derbe Scherze, die Göttin wieder zum Lachen zu bringen. Der Jambus ist daher traditionell mit Scherz- und Spottgedichten assoziiert. Iambos bezeichnet bei den Griechen auch ein Gedicht in Jamben. Wegen der Verbindung mit den Scherzen der mythischen Iambe und der Verwendung des Jambus für Schmäh- und Spottgedichte insbesondere bei Archilochos war Iambos auch eine Bezeichnung für „Spottgedicht“ schlechthin. Von den obszönen Spottgedichten des Iambos-Festes im Dionysos- und Demeterkult und von den Invektiven des Archilochos und seiner Nachfolger leitet sich die Gattung der Iambik her, deren Vertreter Iambiker oder Iambographen genannt werden.

## Realisierung
In der antiken Dichtung erscheint der Jambus in ambivalenter Form mit einem Anceps an erster Stelle:
×—
Er kann also nicht nur als ◡—, sondern auch spondeisch als —— und als Anapäst ◡◡— realisiert werden.
Für den Jambus gilt Dipodie, das heißt, das Metron, das Grundelement, als das der Jambus in der antiken Metrik erscheint, besteht aus zwei Versfüßen, gebildet nach dem Schema:
×—◡—.
In der akzentuierenden Metrik moderner Sprachen wie dem Deutschen fehlt dem Jambus die Ambivalenz und er wird regelmäßig nach dem Schema ◡— (bzw. xx́ in der Heuslerschen Notation) gebildet, das heißt, dass er stets aus zwei Silben besteht, wobei die erste unbetont und die zweite betont ist.
Als Wortfuß ist der Jambus im Deutschen häufig. Beispiele sind „Verstand“, „Ersatz“ und „genau“ (die Hebungen sind durch Unterstreichung der entsprechenden Silben kenntlich gemacht).

## Jambische Versmaße

### Antike Dichtung
Jambische Versmaße sind in der antiken Metrik:
- Jambische Dipodie (ja2) bzw. jambischer Monometer:

×—ˌ◡◠
- Jambischer Quaternar (ja4):

×—ˌ×—ˌ×—ˌ◡◠, auch katalektisch (ja4c) als ×—ˌ×—ˌ×—ˌ◠
- Jambischer Dimeter (jad):

×—ˌ◡—.×—ˌ◡◠, auch katalektisch (jadc) als ×—ˌ◡—ˌ×—ˌ◠

- Jambischer Senar (ja6):

×—ˌ×—ˌ×—ˌ×—ˌ×—ˌ◡◠
- Jambischer Trimeter (jat):

×—ˌ◡—.×—ˌ◡—.×—ˌ◡◠

- Hipponakteischer Trimeter, besser bekannt als Choljambus, Hinkjambus oder Skazon (jats):

×—ˌ◡—.×—ˌ◡—.◡—ˌ—◠
- Jambischer Septenar (ja7):

×—ˌ×—ˌ×—ˌ◡◠ ‖ ×—ˌ×—ˌ×—ˌ◠
- Jambischer Oktonar (ja8):

×—ˌ×—ˌ×—ˌ◡◠ ‖ ×—ˌ×—ˌ×—ˌ◡◠
Eine häufige Epodenform ist die Verbindung eines jambischen Trimeters mit einem Dimeter. Diese Form des Distichons wurde zum Beispiel von Rudolf Borchardt in seinem Gedicht Nomina Odiosa (1935) verwendet.

### Neuzeitliche Dichtung
In der akzentuierenden Metrik moderner Sprachen wie dem Deutschen verliert der Jambus seine Ambivalenz. Die jambischen Versmaße sind daher entsprechend regelmäßig und können allein durch die Zahl der Hebungen bestimmt werden. Man spricht zum Beispiel im Deutschen eher von jambischem Vierheber, Fünfheber usw.
Die Bildung jambischer Verse im Deutschen ist relativ einfach, da zahlreiche zweisilbige Wörter jambische Wortfüße bilden und mit einem einsilbigen, regelmäßig unbetonten Proklitikon wie dem Artikel sich zusammen mit einsilbigen Hauptworten („das Haus“) oder trochäisch gebildeten Zweisilbern („der Vater“) leicht jambische Rhythmen bilden lassen.

#### Jambische Versmaße im Deutschen
Dementsprechend beliebt sind jambische Versmaße in der deutschen Dichtung und in den Literaturen ähnlich strukturierter Sprachen. Beispiele solch jambischer Versmaße sind:
 Jambischer Dreiheber
◡—ˌ◡—ˌ◡—
Beispiel: Aus dem Abendlied von Matthias Claudius:
Der Mond ist aufgegangen,

Die goldnen Sternlein prangen

Am Himmel hell und klar
 Jambischer Vierheber
◡—ˌ◡—ˌ◡—ˌ◡—
Beispiel: Aus einem Gedicht in Goethes Roman Wilhelm Meister stammt der folgende Vers:
Wer nie sein Brot mit Tränen aß
Jambischer Fünfheber
- Blankvers, ein ungereimter jambischer Fünfheber, beliebt in der deutschen Bühnendichtung, vor allem der Klassik:

◡—ˌ◡—ˌ◡—ˌ◡—ˌ◡—
Beispiel: Aus Gotthold Ephraim Lessings Drama Nathan der Weise:
Es eifre jeder seiner unbestochnen,

Von Vorurteilen freien Liebe nach!
- gereimter Fünfheber mit 10 bzw. 11 Silben als Nachbildung des französischen silbenzählenden Vers commun mit Zäsur nach der vierten Silbe:

◡—ˌ◡— ‖ ◡—ˌ◡—ˌ◡—ˌ(◡)
Beispiel: Das Mignon-Lied, ebenfalls aus Goethes Wilhelm Meister:
Kennst du das Land? wo die Citronen blühn

Im dunkeln Laub die Gold-Orangen glühn […]?
- Endecasillabo ist die italienische Entsprechung des französischen Vers commun mit festem Hauptton auf der 10. Silbe und beweglichem Hauptton vor der Zäsur nach der 4. oder 6. Silbe, gern von den Romantikern verwendet.

 Jambischer Sechsheber
- Alexandriner, ein gereimter jambischer Sechsheber mit je nach Versschluss 12 oder 13 Silben und einer Zäsur nach der sechsten Silbe

◡—ˌ◡—ˌ◡— ‖ ◡—ˌ◡—ˌ◡—ˌ(◡)
Beispiel: Die ersten beiden Verse von Andreas Gryphius’ Sonett Menschliches Elende:
Was sind wir Menschen doch? ein Wohnhauß grimmer Schmertzen,

Ein Ball des falschen Glücks, ein Irrlicht dieser Zeit.
Häufig werden in deutschen Gedichten Strophen aus jambischen Versen unterschiedlicher Länge gebaut. So im Gedicht Die Stadt Theodor Storms, in dem sich jambische Vier- und Dreiheber abwechseln. Hier die erste Strophe:
Am grauen Strand, am grauen Meer

Und seitab liegt die Stadt;

Der Nebel drückt die Dächer schwer,

Und durch die Stille braust das Meer

Eintönig um die Stadt.

#### Stellung des Jambus im Deutschen
Notiert man zum Beispiel den jambischen Vierheber in der Heuslerschen Schreibweise, so zeigt sich, dass die jambische Interpretation der Taktfolge nicht eindeutig ist.
x | x́x | x́x | x́x | x́
Man hat eine Folge von für sich genommen trochäischen Takten mit Auftakt und unvollständigem letzten Takt.
Tatsächlich ist nicht ohne weiteres auszumachen, ob der Rhythmus einer Folge von Wörtern jambisch oder trochäisch ist. Ein (nicht selten) hyperkatalektischer Vers könnte statt jambisch
◡—ˌ◡—ˌ◡—ˌ◡—ˌ◡
auch als akephal trochäisch
◡ˌ—◡ˌ—◡ˌ—◡ˌ—◡
aufgefasst werden.
Man hat versucht, im jambischen Vers eine durch den Auftakt bedingte steigende Bewegung auszumachen, weshalb nach einem Vorschlag von Ivo Braak der Jambus im Deutschen besser als Steiger bezeichnet werden sollte. Gerhard Storz sah den Jambus entsprechend dem oben beschriebenen Muster deutscher Jamben mit vorangestelltem Funktionswort („das Haus“) oder Präfix („Gestalt“) als proklitisch im Gegensatz zum enklitischen Trochäus.
Wolfgang Kayser meinte, der Jambus sei ausgeglichener in der Bewegung, schmiegsamer, weicher und gleitender als der Trochäus.
Die Tradition solcher Zuschreibungen mit durchaus widersprüchlichen Ergebnissen ist alt, da Philipp von Zesen schon 1641 meint, der Jambus sei „zu ernst-haften liedern und gedichten mehr / als zu schertz- und lustspielen“ brauchbar, und zwar des „mänlichen Ganges wegen“. Enoch Hanmann meint dagegen 1645, „ein Jambischer Gesang reimet sich besser zu frölichen als zu trawrigen Sachen“.
Nach Gottfried August Bürger ist der Jambus „das einzige, wahre, echte, natürliche, heroische Metrum unserer Sprache“, ein kerndeutscher Versfuß also, obwohl die Sprache eigentlich mehr natürliche Trochäen als Jamben bietet.
Für Andreas Heusler war der Jambus daher dem Deutschen nicht angemessen, er lehnte ihn wohl auch ab, da der lästige Auftakt sein Taktschema störte.
Es lässt sich gegen eine solche auf Wort- bzw. Wortfußebene operierende Argumentation allerdings auch einwenden, dass durch das häufige Nichtübereinstimmen von Wort- und Versfußgrenze ein nützliches Spannungsverhältnis entsteht, das die Gefahr des „Klapperns“ mindert, das sich leicht einstellt, wenn Wort- und Versfußgrenzen allzu häufig zusammenfallen. Wie Heinrich Heine in einem Brief an Immermann schreibt, ist es nicht wünschbar, „daß die Wörter und die Versfüße immer zusammenklappen, welches bei vierfüßigen Trochäen immer unerträglich ist, nämlich wenn nicht just das Metrum sich selbst parodieren soll“.